# 大阪市立墨江小学校
大阪市立墨江小学校（おおさかしりつ すみえ しょうがっこう）は、大阪府大阪市住吉区にある公立小学校。
熊野街道に面した住宅地に位置する。

## 沿革
明治時代初期の1872年に、当時の住吉郡墨江村・住吉村・依羅村・敷津村・安立町を校区とする住吉小学校が創設されたことが、学校の起源となっている。当初の校区は、おおむね現在の住吉区と住之江区を合わせた区域（ただし粉浜と南港を除く）となっていた。
直後に現在の大阪市立敷津浦小学校・大阪市立依羅小学校の前身となる学校を分離するなどの改編を経て、1887年に墨江村・住吉村・安立町を校区とする住吉郡墨江尋常小学校して現在地に開校した。
しばらく墨江・住吉・安立の3町村の学校組合として学校を運営していた。1908年には住吉尋常小学校（現在の大阪市立住吉小学校）、1910年には安立尋常高等小学校（現在の大阪市立安立小学校）を分離し、墨江村単独の学校となった。1925年には墨江村が大阪市に編入され、大阪市立となった。
地域の人口の増加により、1937年には従来の校区の南部を分離する形で、大阪市墨江第二小学校（現在の大阪市立遠里小野小学校）が開校している。さらに1943年には、周辺校の校区を再編して大阪市清水丘国民学校（現在の大阪市立清水丘小学校）が新設されたことに伴い、従来の校区の一部を清水丘校の校区へ変更している。
1944年には学童集団疎開が実施された。墨江国民学校は泉北郡北池田村・南池田村・南松尾村（現在の和泉市・トリヴェール和泉周辺）へと疎開先が割り当てられ、1944年9月より疎開を実施している。集団疎開は終戦後の1945年10月まで続いた。
学制改革により、1947年に大阪市立墨江小学校となった。また1947年から1951年まで、学制改革に伴って新設された新制大阪市立住吉第三中学校（1949年大阪市立三稜中学校に改称）が校舎の一部を借用していた。
地域の人口増加により、周辺校の校区を再編する形で大阪市立南住吉小学校が1958年に開校した。これに伴い従来の校区の一部を南住吉小学校校区へと変更している。

### 年表
- 1872年11月28日 - 住吉郡住吉小学校が開校。
- 1887年4月1日 - 住吉郡墨江尋常小学校として現在地に設置。
- 1895年10月1日 - 高等科を併設。住吉郡墨江尋常高等小学校に改称。
- 1896年4月1日 - 郡の合併により、東成郡墨江尋常高等小学校と称する。
- 1904年 - 高等科を廃止。東成郡墨江尋常小学校に改称。
- 1908年 - 東成郡住吉尋常小学校（現在の大阪市立住吉小学校）が分離開校。
- 1910年5月31日 - 東成郡安立尋常高等小学校（現在の大阪市立安立小学校）が分離開校。
- 1925年4月1日 - 大阪市への編入に伴い、大阪市墨江尋常小学校に改称。
- 1934年9月21日 - 室戸台風で校舎倒壊。
- 1937年10月14日 - 大阪市墨江第二尋常小学校（現在の大阪市立遠里小野小学校）が分離開校。
- 1941年 - 国民学校令により、大阪市墨江国民学校へ改称。
- 1943年1月8日 - 大阪市清水丘国民学校（現在の大阪市立清水丘小学校）開校により校区縮小。
- 1944年9月22日 - 泉北郡に学童集団疎開。
- 1947年4月1日 - 学制改革により、大阪市立墨江小学校に改称。
- 1958年 - 大阪市立南住吉小学校開校により校区縮小。
- 1965年5月6日 - 給食室完成。
- 1978年10月31日 - 講堂落成。
- 1985年7月20日 - プール竣工。
- 2023年2月10日 - 新講堂完成。

## 通学区域
- 大阪市住吉区 上住吉1丁目の一部・上住吉2丁目の全域、墨江1-3丁目の全域・墨江4丁目の一部、住吉2丁目の一部、千躰2丁目、殿辻2丁目、長峡町の一部。

卒業生は基本的に大阪市立墨江丘中学校に進学する。

## 交通
- 南海高野線 沢ノ町駅 北西へ約300m。
- 阪堺電気軌道阪堺線 細井川停留場 南東へ約600m。